# Bradgatia
Bradgratia é um gênero de rangeomorfo que viveu durante o período Ediacarano.

## Descrição
Bradgatia é composta por várias "folhas" primárias que emergem de um único ponto. Este plano corporal, descrito como 'multipolar', confere-lhe um aspecto semelhante ao de uma alface. Bradgatia foi interpretada como tendo vivido ancorada ao fundo do mar. Dependendo da força das correntes que foi submetida, espécimes de Bradgatia podem ser completamente circulares, ou muito fortemente alinhados. Alguns indivíduos de Bradgatia de Newfoundland estão entre os mais excepcionalmente preservados dentre todos os fósseis Ediacaranos, e que também podem estar entre os maiores, atingindo em excesso 50 centímetros. Os menores espécimes de Bradgatia têm pouco menos de 4 cm de comprimento, então os primeiros estágios de crescimento de Bradgatia ainda não foram determinados.